# Schwieringhausen
Schwieringhausen, Dortmund-Schwieringhausen – dzielnica miasta Dortmund w Niemczech, w kraju związkowym Nadrenia Północna-Westfalia, w okręgu administracyjnym Mengede.